# 朱訏洼
方城昭和王朱訏洼（1472年—1524年），明朝伊藩第二代方城王，方城懷僖王朱諟𨰞的嫡長子。

## 生平
成化十六年（1480年）十月賜名。
弘治二年（1489年）九月，明孝宗遣興安伯徐盛為正使，工科給事中柴昇為副使，持節冊封朱訏洼為方城王。
嘉靖三年（1524年）去世。嘉靖四年（1525年），明世宗聞訊，輟朝一日，賜祭七壇，遣官治葬。嘉靖九年（1530年），其嫡長孫朱褒熇襲封。

## 家庭

### 妻
- 翟氏（？—1540年），是西城兵馬副指揮翟庭莆的女兒，弘治七年（1494年）十月封王妃[7]，嘉靖十九年（1540年）四月薨[8]

### 子
- 嫡長子：方城長子→方城懷順王（追封）朱典榕（1495年7月20日—1523年3月25日），配李氏，是新安縣義官李騰的女兒[9]
  - 嫡長子：方城溫僖王朱褒熇（？—1557年7月8日），號玉山[8]
  - 嫡次子：朱褒煓[9]
- 嫡次子：鎮國將軍朱典橞，號西樓，弘治十五年（1502年）七月賜名[10]，元配薛氏，封夫人，有子九人[8]
  - 嫡長子：輔國將軍朱褒焌（1522年8月9日—1553年4月4日），號嵩峯，王職為其撰墓誌銘。配王氏（1525年—1542年7月7日）[11]，是洛陽耆民王南與魏氏的女兒，封夫人，喬佑為其撰墓誌銘，繼配潘氏（1527年11月20日—1600年12月15日），是潘錦與高氏的女兒[8]
    - 第一子：奉國將軍朱珂堣，號仁山，配于氏，封淑人[8]
      - 女：儀賓李鎔[8]

    - 第二子：奉國將軍朱珂堛，號義山，配劉氏，封淑人，繼呂氏[8]
      - 第一子：鎮國中尉朱采⿰金荊，配金氏，封恭人[8]
        - 子：共五人[8]
        - 女：二人[8]

      - 第二子：鎮國中尉朱采鍑，配張氏，封恭人[8][12]
        - 子：朱某[8]
        - 女：三人[8]

      - 第三子：四哥[8]

    - 第一女：儀賓張寅[8]
    - 第二女：儀賓葉春曉[8]

  - 子：輔國將軍朱褒？，號清菴。配路氏，生四子[13]
    - 第一子：奉國將軍朱珂壘（1546年3月3日—1571年7月26日），號一峯，方時學為其撰墓誌銘。配何氏，封淑人。生三子，俱早殤[13]
    - 第二子：朱珂埬[13]
    - 第三子：朱珂[13]
    - 第四子：朱珂𡉷[13]
- 嫡子：鎮國將軍朱典櫛（1511年3月8日—1557年5月1日），號龍泉，戴楩為其撰墓誌銘。配黃氏，宮媵李氏[8]
  - 庶長子：輔國將軍朱褒㶷（1540年6月26日—？），生母李氏，配李氏[8]

## 評價
容儀恭美，不剛不柔